# Mario Pani (politico)
Mario Pani (Borore, 19 luglio 1936) è un politico e pubblicista italiano.

## Biografia
Mario Pani nasce a Borore nel 1936. Si laurea in giurisprudenza e milita, fin dalla giovane età, nel Partito Comunista Italiano, diventandone segretario regionale nel 1984.
Viene eletto per tre legislature (VI, VII e VIII) alla Camera dei deputati. Nel corso dell'VIII legislatura ricopre l'incarico di Vicepresidente della X Commissione (trasporti e aviazione civile - marina mercantile - poste e telecomunicazioni).
Nel 2005, assieme ad un gruppo di amici, fonda l'Associazione Nino Carrus, in memoria di Giovanni Carrus, per ricordare – attraverso attività di natura politica e culturale – la sua figura, raccogliendo in modo sistematico i fatti rilevanti che hanno caratterizzato la sua figura di uomo politico e di cultura durante la sua attività parlamentare, di amministratore locale e di docente nelle università sarde, nonché di promuovere attività di studio e di ricerca politico-culturale con particolare attenzione alla formazione delle giovani generazioni. Attualmente ricopre la carica di vicepresidente dell'associazione.